# Catarina Gustmeyer
Catarina Gustmeyer, född Sprich 1710, död 1773, var en dansk affärsidkare. 

## Biografi
Gustmeyer var gift med Carl Hiernonimus Gustmeyer, och ärvde hans rederi och handelsföretag vid hans död 1756. Handelshuset hade en stor flotta och monopol på timmerleveranser till den danska marinen fram till 1762, då Andreas Bodenhoff med framgång ifrågasatte monopolet. Förlusten av monopolet skadade dock inte företaget så mycket, och det var 1771 fortfarande ett av de största i Danmark.  
Som kvinnlig storköpman utgjorde hon en minoritet i Danmark. År 1771 var hon en av endast tre kvinnor som betalade skatt som köpmän i Köpenhamn, vid sidan av Cicilie Jörgensen och Franz Hinrich Kreutzfelds änka Severine Kreusfelt. Året därefter var endast tre kvinnor formella medlemmar av Grosserer-Societet (GS): Jörgensen, Kreusfelt samt J.P. Schellenbecks änka. Vid samma tid räknades Hizilia Meyer, Johanna Margrethe Schiödt och Severine Kreusfelt som Köpenhamns rikaste kvinnliga grosshandlare eller köpmän. 
År 1772 kunde Gustmeyer sända nödhjälp till Danska Västindien med sin flotta efter en orkan, något som indikerar hennes förmögenhet. Hon grundade det Guineisk Kompagni i kompanjonskap med sin svärson Frederik Bargum, som deltog i triangelhandeln mellan Danmark, Danska Västindien och Guinea, och handlade med socker och slavar. Hon ska dock ha dragit sig ur kompanjonskapet en kort tid efter grundandet. 